# ME+U
ME+U é uma canção de gênero dance-electronic interpretada pelo girl group sul-coreano f(x). A canção foi incluída como faixa em seu primeiro EP, Nu ABO.

## Composição e lançamento
"ME+U" é uma canção que pertence ao gênero musical dance e electronic. A canção foi composta e escrita pelo produtor Cho Hun-young que já havia trabalhado com a SM Entertainment em vários projetos compondo músicas para artistas veteranos, incluindo seus companheiros de gravadora Fly to the Sky, TVXQ, The Grace e Super Junior.
A letra foi escrita por Kim Young-hoo, que também trabalhou com outros artistas da SM Town em sucessos como "Oh!" do Girls' Generation e e primeiro single do Shinee, "Replay". Mais tarde, ele também escreveu a canção "Goodbye Summer" do f(x) para seu segundo álbum de estúdio Pink Tape, em 2013. A canção fala sobre os sentimentos de uma aluna que tem uma queda pelo seu professor de matemática da escola.

## Performances ao vivo
O grupo apresentou pela primeira vez "ME+U", com a sua própria coreografia durante o The M! Wave em 16 de maio de 2010. f(x) cantou a música ao vivo novamente junto com "Nu ABO" durante o Annual K-Pop Dream Concert em 22 de maio de 2010.

## Desempenho nas paradas
| Gráfico (2010)         | Melhores posições |
| ---------------------- | ----------------- |
| Gaon Gaon Single Chart | 88                |